# Тертычный, Александр Алексеевич
Алекса́ндр Алексе́евич Терты́чный (25 мая 1944, Рыбинские Буды, Курская область — 28 января 2019, Москва) — советский и российский филолог и журналист, специалист по творческим проблемам журналистики. Доктор филологических наук, профессор.

## Биография
В 1973 году окончил факультет журналистики МГУ имени М. В. Ломоносова по специальности «Литературный работник газеты».
В 1979 году защитил диссертацию на соискание учёной степени кандидата филологических наук по теме «Типы аргументов в структуре публицистического произведения» (специальность 10.01.10 — журналистика).
В 1993 году защищал диссертацию на соискание учёной степени доктора филологических наук по теме «Ценностно-познавательные характеристики социально воздействующего публицистического текста» (специальность 10.01.10 — журналистика); официальные оппоненты — доктор филологических наук, профессор Е. А. Ножин, доктор филологических наук, профессор П. С. Гуревич и доктор филологических наук, профессор В. М. Горохов; ведущая организация — факультет журналистики
В 2003 году в МГУ имени М. В. Ломоносова защитил диссертацию на соискание учёной степени доктор филологических наук по теме «Методология и методика социального познания в журналистике» (специальность 10.01.10 — журналистика).
С 2005 года — профессор кафедры периодической печати факультета журналистики МГУ.
Читал ряд курсов на факультете журналистики: «Аналитический продукт информационных агентств», «Аналитическая журналистика», «Литературная работа журналиста», «Логика для журналистов», «Профессиональные технологии современной журналистики», «Развлекательная пресса России», «Расследовательская журналистика».
Скончался после тяжелой болезни 28 января 2019 года. Похоронен на Перепечинском кладбище города Москвы.

## Научные труды
- «Жанры периодической печати» (учебное пособие, 2000, 2011);
- «Расследовательская журналистика» (учебное пособие, 2002, 2011);
- «Социальное познание в журналистике (методология, методы, методика)» (2009);
- «Аналитическая журналистика» (учебное пособие, 2009);
- «Методы профессиональной деятельности журналиста» (2011);
- «Журналистика печатных СМИ» (учебное пособие, в соавторстве, 2013);
- Жанры периодической печати. М.: Аспект Пресс, 2014.

## Семья
- Брат — поэт Иван Алексеевич Тертычный (1953—2017).
- Первая жена — Елена Львовна Ефремова (1952—2013).
  - Дочери — Анна (род. 1976) и Мария (род. 1984).
- Вторая супруга — Елена Викторовна Курбакова (род. 1964) — кандидат филологических наук, доктор исторических наук, профессор кафедры культурологии, истории и древних языков НГЛУ.